# Salvador-Allende-Brücke
Die Salvador-Allende-Brücke ist eine seit 1981 bestehende Brücke im Berliner Ortsteil Köpenick. Neben der Wilhelm-Spindler-Brücke ist sie eine der meistbefahrenen und damit wichtigsten Brücken über die Spree in Köpenick. Wegen starker Bauwerkssschäden, die im Jahr 2015 bei Kontrollen zutage traten, wurde die Überfahrt zunächst beschränkt, ab Beginn 2019 jedoch vollständig unterbrochen. Ein kompletter Neubau hat gleichzeitig begonnen und wurde nach Verzögerungen – unter anderem wegen Hindernissen im Bauuntergrund und verzögerten Stahllieferungen wegen der COVID-19-Pandemie – im November 2022 fertiggestellt.

## Erstbau in den 1970er Jahren

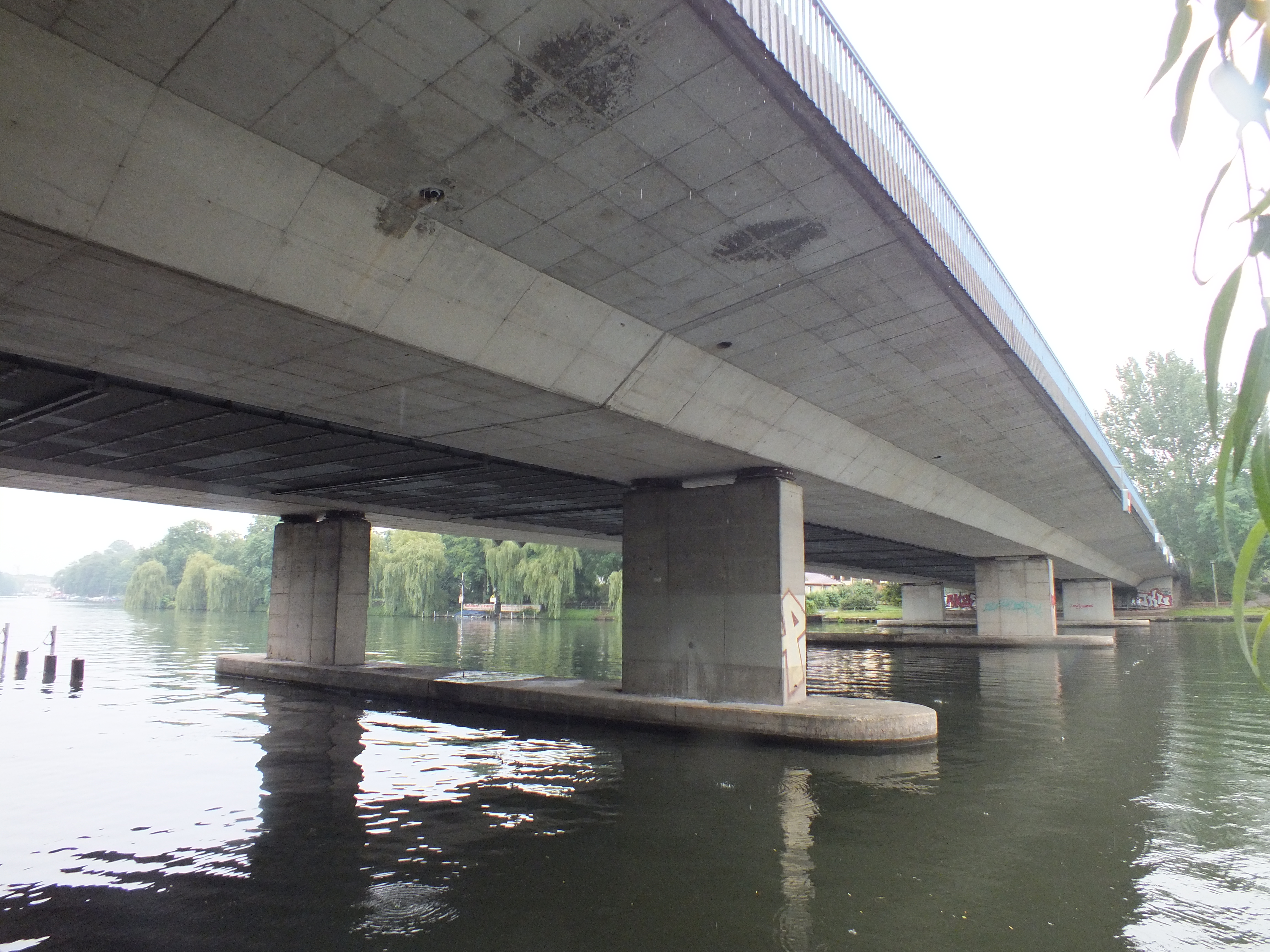
Die Brücke von 1981 (2014)

Die Wohnungsbauaktivitäten in Ost-Berlin führten in den 1960er Jahren zur Anlage kompletter neuer Wohngebiete in Köpenick und Umgebung mit dem Zuzug von Tausenden neuer Bewohner. Die Versorgung der Kaufeinrichtungen als auch der zunehmende individuelle Kraftfahrzeugverkehr erforderten den Bau einer großzügig bemessenen Brücke über die Spree. Die bis 1981 fertiggestellte schmucklose Brücke erhielt den Namen Salvador-Allende-Brücke nach dem chilenischen Präsidenten Salvador Allende, der auch Namensgeber eines neuen Wohnviertels in Köpenick war. Es handelt sich um eine über fünf Felder durchlaufende Spannbetonkonstruktion, die aus zwei Richtungsfahrbahnen besteht und auf Hohlkastenträgern liegt. Die drei mittleren Felder werden von je drei Strompfeilern getragen, die übrigen stützen sich nördlich und südlich auf Land-Widerlager. Die beiden jeweils nebeneinander stehenden Strompfeiler haben ein gemeinsames Fundament.

## Reparaturarbeiten in den 2010er Jahren
Regelmäßige Kontrollen des Bauwerkes ergaben neben mangelhaften Abdichtungen stark zunehmende Schäden am Beton, deren Ursache in dem zur Bauzeit verwendeten Zement-Kies-Gemisch mit einem zu hohen Alkalianteil gesehen wird. Zusammen mit der vorhandenen Feuchtigkeit führte dies zur Alkali-Kieselsäure-Reaktion (AKR), die den Beton zerfallen und dadurch den Stahl verwittern ließ. Die Standsicherheit der Brücke und weitere uneingeschränkte Nutzung der Brücke waren seit Beginn der 2010er Jahre nicht mehr gewährleistet. Nach einem im Auftrag der zuständigen Senatsverwaltung für Stadtentwicklung angefertigten Statik-Gutachten erfolgte am 21. Februar 2014 die Sperrung der westlichen Brückenhälfte für den Fahrzeugverkehr. Der gesamte Verkehr fließt seitdem nur noch über die östliche Brückenseite mit jeweils einem Fahrstreifen pro Fahrtrichtung. Noch im gleichen Jahr schrieb der Senat einen Wettbewerb für einen Neubau aus mit folgenden Vorgaben: „Gegenstand des Auftrags ist die Planung des Abbruchs einer ca. 136 m langen 4-feldrigen Spannbetonbrücke mit zwei getrennten Überbauten (jeder etwa 14,35 m breit) und nördlich anschließenden Stützwänden von ca. 113 m und 60 m Länge sowie die Planung der Ersatzneubauten.“
Nach den eingereichten Konzepten wurde beschlossen, im Frühjahr 2015 mit den entsprechenden Neubauarbeiten zu beginnen. Allerdings zeigte sich in den Vorplanungen, dass die ursprünglich veranschlagten Kosten von 15,7 Millionen auf 31 Millionen Euro steigen werden. Dadurch musste der Finanzbedarf neu verhandelt und der Beginn der Bauarbeiten verschoben werden. Es wird eine Dreifelder-Brücke mit zwei getrennten Brückenhälften aus Stahl errichtet. Mit der Inbetriebnahme der neuen Brücke ist im Jahr 2021 zu rechnen. Von den voraussichtlichen Baukosten in Höhe von 31,6 Millionen Euro werden 90 Prozent im Rahmen des Programms Gemeinschaftsaufgabe zur Verbesserung der regionalen Wirtschaftsstruktur gefördert.
Seit dem 23. Mai 2017 war die Brücke aufgrund der Tragwerksschäden nur noch mit 10 km/h und für Fahrzeuge bis 18 Tonnen befahrbar.

## Vollsperrung im Januar 2019
Im Januar 2019 stellten Fachleute weitere Risse im Bauwerk fest, die zu einer sofortigen Vollsperrung der gesamten Brücke für den Fahrzeugverkehr führte. Nur die Passage von Fußgängern und Radfahrern war weiterhin möglich. Auch eine Sondernutzung durch Rettungsfahrzeuge wird von den Baufachleuten abgelehnt.
Diese Sperrung führt zu massiven Verkehrsproblemen im gesamten Bezirksgebiet, da die Brücke eine wichtige Spreequerung für Anlieger und Pendler aus Köpenick, bis nach Erkner und Lichtenberg bildet. In den Hauptverkehrszeiten kam es dadurch nicht selten zu Verzögerungen im Straßenverkehr von bis zu 90 Minuten.

## Stromausfall im Februar 2019
Am 19. Februar 2019 führten Bauarbeiten an der Brücke zu einem 31-stündigen Stromausfall in Teilen Köpenicks. Durch gleichzeitige Beschädigung beider Hochspannungsleitungen eines Umspannwerkes kam es in den Ortsteilen Köpenick, Bohnsdorf, Grünau, Müggelheim und Schmöckwitz zu einem Stromausfall, betroffen waren rund 31.500 Haushalte und 1.920 Gewerbekunden. Infolge des Ausfalls mussten die Blockheizkraftwerke Köpenick und Friedrichshagen abgeschaltet werden, dadurch waren rund 5.000 Haushalte ohne Wärmeversorgung. In 19 Schulen fiel der Unterricht aus, einige Straßenbahnlinien der BVG hatten keinen Fahrstrom
Aufgrund ausgefallener Telefon- und Mobilfunknetze wurden die Anwohner aufgerufen, sich im Notfall an die nächste Feuerwehr- oder Polizeiwache zu wenden, oder BVG-Personal um Absetzen von Notrufen über ihren Betriebsfunk zu bitten.
Auch das Krankenhaus Köpenick war betroffen, obwohl es über eine eigene Notstromversorgung verfügt; vorsorglich wurden 23 Intensivpatienten in andere Krankenhäuser verlegt.
Am Abend des 20. Februar konnte die Stromversorgung wiederhergestellt werden, die ersten Abnehmer waren gegen 19 Uhr wieder am Netz.
Die Beschädigungen entstanden bei einer horizontalen Bohrung an der nordöstlichen Zufahrtsrampe: um 14:07 Uhr und 14:10 Uhr wurden zwei 110-kV-Leitungen des Berliner Stromnetzes durchtrennt. Bei den Leitungen handelte es sich um die redundanten Anbindungen des Umspannwerkes Landjägerstraße an die Umspannwerke Gelnitzstraße und Lauffenerstraße. Eine üblicherweise räumlich getrennte Verlegung von redundanten Stromtrassen (bei Ausfall einer Leitung übernimmt die zweite Leitung die Stromversorgung) besteht im vorliegenden Fall nicht. Aufgrund der Überführung beider Leitungen über die Spree, sind beide Leitungen in nur einem Meter Abstand über die Salvador-Allende-Brücke verlegt worden. Für eine räumlich getrennte Leitungsverlegung wäre eine zweite Brückenüberführung erforderlich gewesen, die aus Kostengründen ausschied.
Laut Aussage des Verteilnetzbetreibers Stromnetz Berlin, einer Tochter der Vattenfall, hatte das Tiefbauunternehmen keine Trassenauskunft eingeholt, dies sei regelwidrig. Bei dem Stromausfall handele es sich um den größten Berlins, vor allem hinsichtlich der Anzahl der betroffenen Abnehmer und der Dauer.
Aufgrund des Umfangs der Beschädigung – alle drei Einzelleiter beider Leitungen waren betroffen – dauerte die Störungsbehebung bis zum Abend des 20. Februars. Nach Ausheben einer Baugrube konnten ab Mitternacht zwei Teams sechs Muffen anbringen. Pro reparierter Muffe waren sechs Stunden Arbeit notwendig.
Beim fortschreitenden Brückenneubau wurde das markanteste Kabelstück, das zum Stromausfall geführt hat, im Juli 2019 dem Köpenicker Bürgermeister zur Erinnerung übergeben. Es soll einen Platz im Heimatmuseum erhalten.

## Neue Brücke an gleicher Stelle

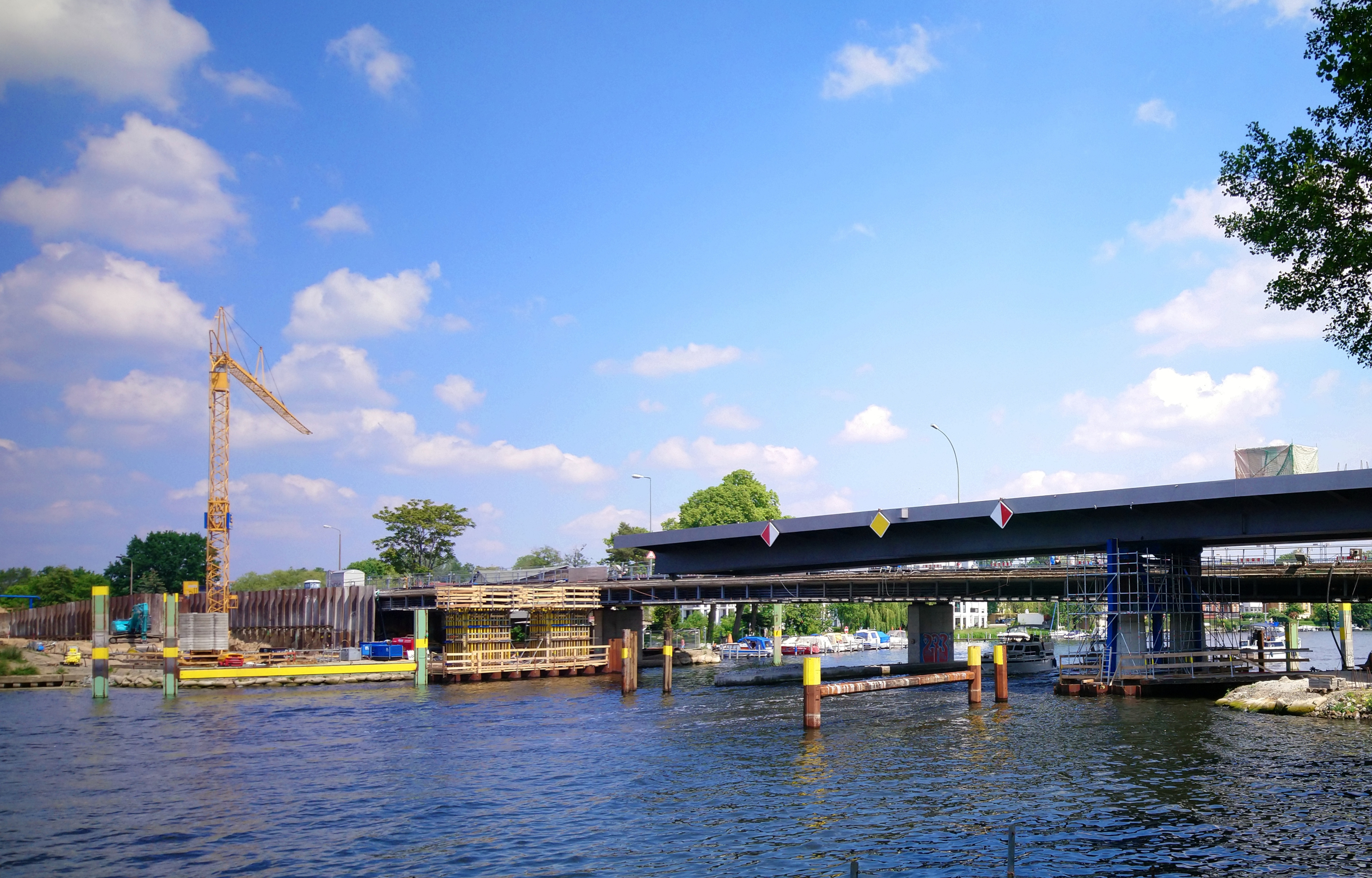
Baufortschritt im Juni 2019, Blick nach Nordost

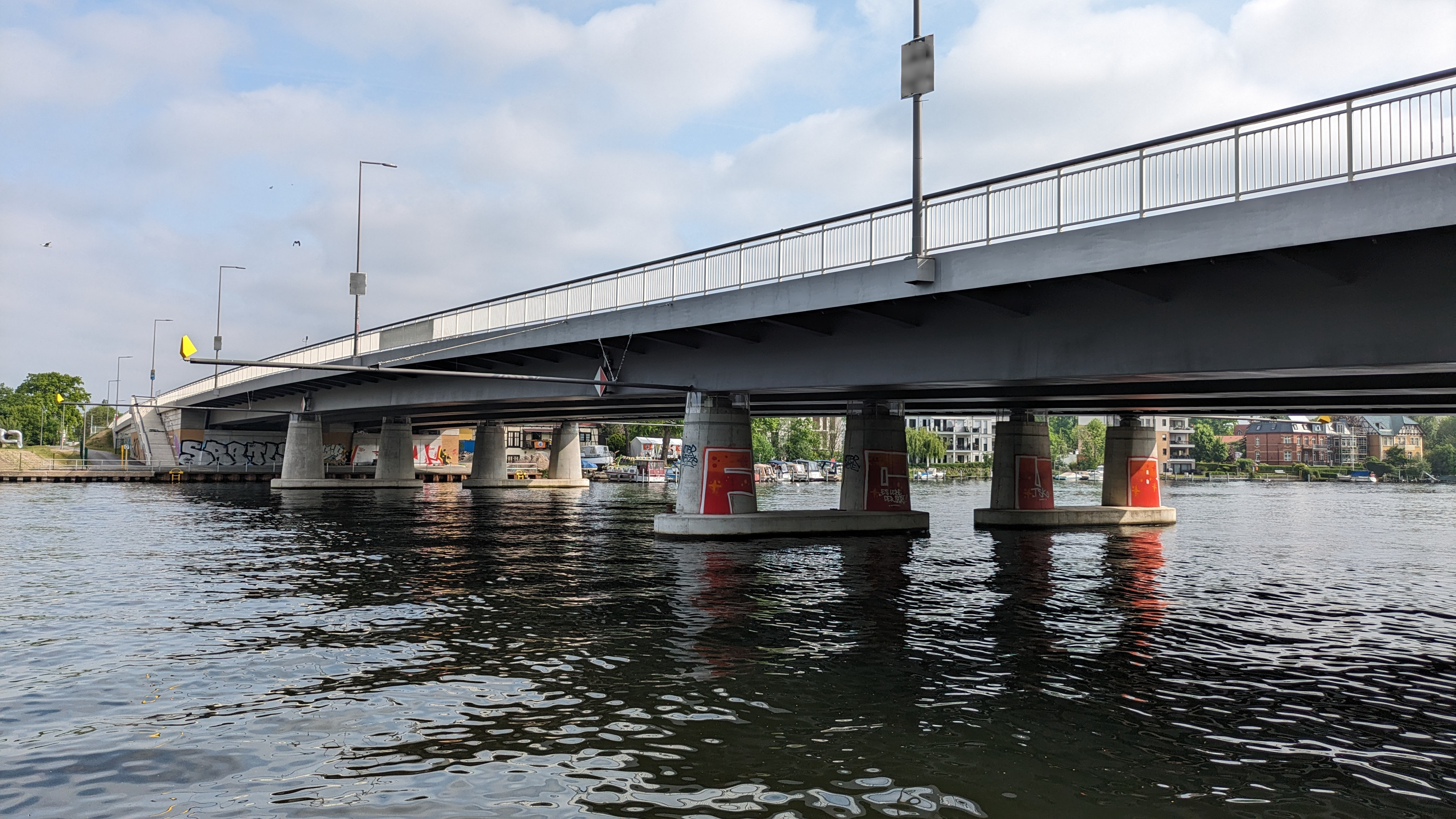
Fertiggestellte neue Brücke im Mai 2024, Blick nach Nordost

Die Bauarbeiten konnten im September 2017 mit der Verlegung einer Trinkwasserleitung unter dem Flussbett beginnen. Für die Planung und Bauleitung wurde die Firma IGS Ingenieure beauftragt, die Tragwerksplanungen erfolgten von Klähne Blung. Danach sollte die bereits gesperrte westliche Brückenhälfte abgerissen werden, der nach deren Erneuerung die Osthälfte folgen sollte. Für die Abrissarbeiten hatte es ein zweimaliges Ausschreibungsverfahren gegeben. Die ursprünglich geplante eingeschränkte Verkehrsführung während der Umbauarbeiten auf einer Spur je Fahrtrichtung musste wegen der sehr massiven Brückenschäden im Januar 2019 aufgegeben werden.
Das neue Brückenbauwerk in ursprünglichen Formen ist 129 Meter lang und fast dreißig Meter breit, es sollte im zweiten Quartal 2021 eingeweiht werden. Der erste Teil der erneuerten Brücke wurde Anfang August 2019 im Rohbau fertig gestellt, die Bauarbeiten lagen damit im geplanten Zeitrahmen. Am 22. November 2019 und damit sogar 14 Tage früher, als zwischenzeitlich geplant, wurde der erste Teil der neuen Brücke für den Verkehr freigegeben.
Aufgrund von Statikproblemen an den Widerlagern, die durch die Bauarbeiten an der anderen Brückenhälfte verursacht wurden, blieb die zulässige Höchstgeschwindigkeit bei 10 km/h. Nach Behebung dieses Problems wurde die Geschwindigkeitsbeschränkung jedoch wegen Versäumnissen bei der Antragsstellung beibehalten.
Die Gesamt-Fertigstellung verzögerte sich noch bis November 2022. Am 7. November 2022 wurde die neue Brücke für den Verkehr freigegeben.

## Auf und an der Brücke
In jede Fahrtrichtung existierten zwei durch einen breiten Mittelstreifen getrennte Fahrstreifen, die auf die beiden Brückenteile aufgeteilt sind. Diese Bauart wurde beim Neubau der Brücke auch wieder hergestellt.
Die Omnibuslinien 169, 269 und X69 der BVG führen über die Brücke. Am Nordufer des hier Müggelspree genannten Flussabschnittes, 50 Meter stromaufwärts der Salvador-Allende-Brücke, mündet das Neuenhagener Mühlenfließ, auch als Erpe bekannt.
Im näheren Umfeld haben sich einige Wassersportvereine etabliert. Im Juni 2021 wurde das direkt neben der Brücke stehende Vereinshaus der SG Hirschgarten beim Setzen der Spundwände so stark beschädigt, dass es danach abgerissen werden musste.